# Голланд (округ Ла-Кросс, Вісконсин)
Голланд (англ. Holland) — місто (англ. town) в США, в окрузі Ла-Кросс штату Вісконсин. Населення — 4530 осіб (2020).

## Демографія
Згідно з переписом 2010 року, у місті мешкала 3701 особа в 1302 домогосподарствах у складі 1068 родин. Було 1346 помешкань
Расовий склад населення:
| - 95,4 % — білих - 3,1 % — азіатів - 0,5 % — чорних або афроамериканців - 0,3 % — корінних американців - 0,1 % — вихідців з тихоокеанських островів |

До двох чи більше рас належало 0,6 %. Частка іспаномовних становила 0,6 % від усіх жителів.
За віковим діапазоном населення розподілялося таким чином: 28,3 % — особи молодші 18 років, 63,4 % — особи у віці 18—64 років, 8,3 % — особи у віці 65 років та старші. Медіана віку мешканця становила 39,0 року. На 100 осіб жіночої статі у місті припадало 107,8 чоловіків;  на 100 жінок у віці від 18 років та старших — 107,5 чоловіків також старших 18 років.
Середній дохід на одне домашнє господарство  становив 107 276 доларів США (медіана — 87 115), а середній дохід на одну сім'ю — 112 015 доларів (медіана — 90 334). Медіана доходів становила 57 500 доларів для чоловіків та 40 401 долар для жінок. За межею бідності перебувало 3,2 % осіб, у тому числі 0,6 % дітей у віці до 18 років та 5,9 % осіб у віці 65 років та старших.
Цивільне працевлаштоване населення становило 2157 осіб. Основні галузі зайнятості: освіта, охорона здоров'я та соціальна допомога — 29,2 %, роздрібна торгівля — 14,2 %, виробництво — 12,2 %.